# Pałac Przebendowskich w Warszawie

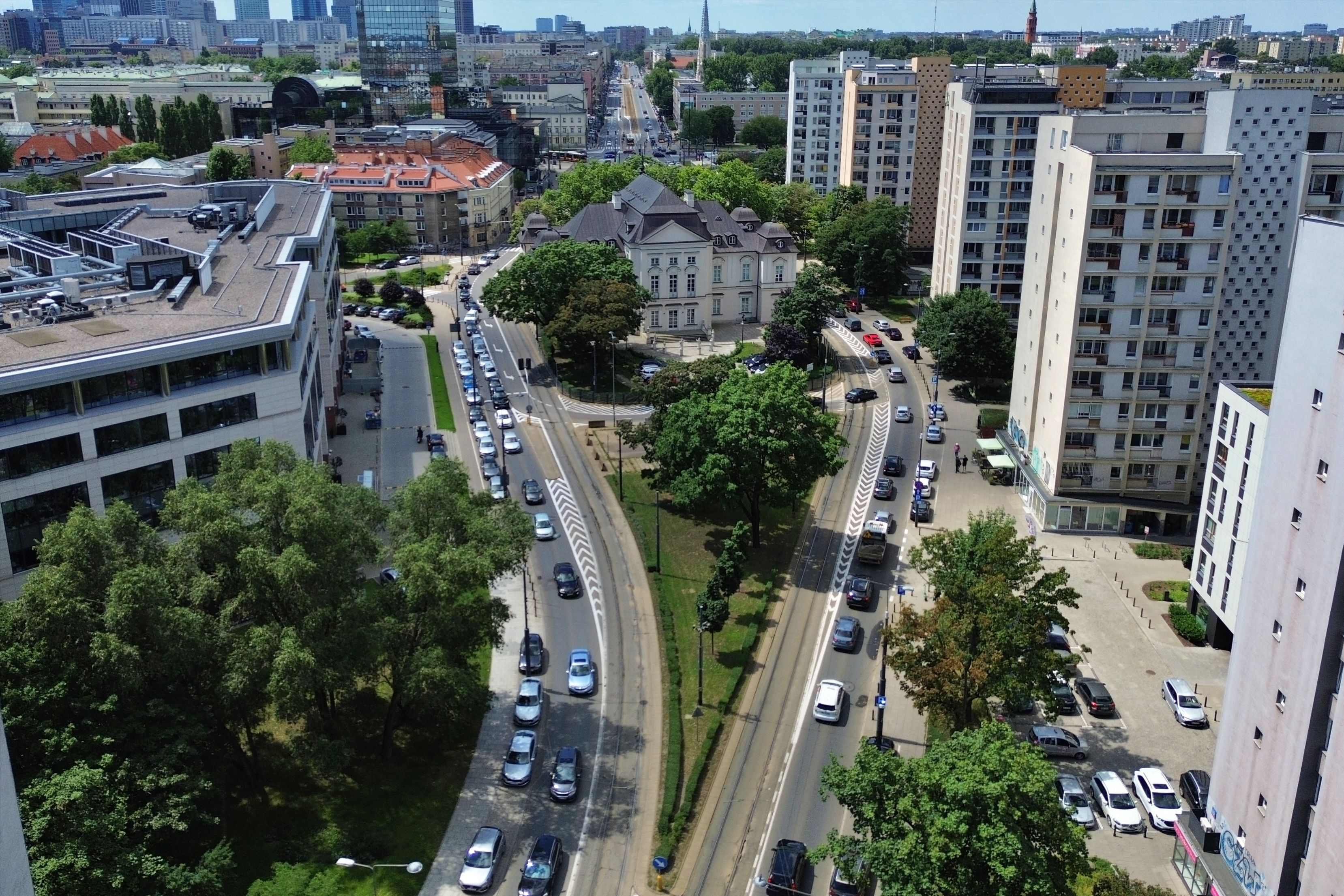
Pałac Przebendowskich − widoczne charakterystyczne usytuowanie pałacu pomiędzy jezdniami al. „Solidarności”

Pałac Przebendowskich, także pałac Radziwiłłów, pałac Zawiszów – późnobarokowy pałac w Warszawie, znajdujący się przy al. „Solidarności” 62, pomiędzy jezdniami ulicy. Od 1990 siedziba główna Muzeum Niepodległości.

## Historia
W 1720 roku podskarbi koronny Jan Jerzy Przebendowski kupił dla Jana Przebendowskiego, krajczego koronnego, swego młodszego stryjecznego przyrodniego brata, zrujnowany pałac Mniszchów. Nowy pałac zbudowano około lat 1720-1727. Nie jest znany twórca spektakularnego projektu, mającego wywyższyć świeżo wzbogaconą rodzinę, jednak mógł nim być Jan Zygmunt Deybel lub nieznany architekt wiedeński. Jan Jerzy Przebendowski nie miał syna, dlatego po śmierci w 1729 pałac odziedziczyła jego córka Dorota Henrietta. Następnie pałac otrzymał Piotr Jerzy Przebendowski. Po nim cały majątek odziedziczył Ignacy Przebendowski, który wynajął pałac dyplomacie i posłowi hiszpańskiemu przy dworze Augusta III Pedro Pablo de Bolea, który urządzał w nim huczne przyjęcia. Ignacy Przebendowski sprzedał pałac w 1766 Annie z Łubieńskich Łętowskiej i Konstancji z Łubieńskich Kossowskiej, a w 1768 całość praw nabył do niego mąż Konstancji podskarbi koronny Roch Kossowski.
W I poł. XIX wieku pałac podupadł i zaczął pełnić funkcje kamienicy dochodowej. Mieściły się tam m.in. gabinet figur woskowych, zajazd, kawiarnia i drukarnia „Gazety Teatralnej”, a także restauracja Gąsiorowskiego, Urząd Kontroli Służących i Trybunał Handlowy. W latach 1818−1830 mieszkańcem pałacu był komendant miasta Michaił Lewicki.
Od 1863 nieruchomość należała do Jana Zawiszy. W latach 1863–1864 pałac został odrestaurowany pod kierunkiem Wojciecha Bobińskiego. Nowy właściciel zgromadził w nim bogate zbiory archeologiczne. Po śmierci Zawiszy pałac stał się własnością jego żony Elżbiety oraz córki Marii. 
W 1912 pałac nabył książę Janusz Franciszek Radziwiłł, ordynat na Ołyce i właściciel Nieborowa.
Podczas obrony Warszawy we wrześniu 1939 roku znajdujące się w pałacu dzieła sztuki przewieziono do gmachu Muzeum Narodowego.
Budynek został zniszczony w 1944 w czasie powstania warszawskiego w ok. 70%. Został odbudowany w latach 1948–1949 pod kierunkiem Brunona Zborowskiego w czasie budowy Trasy W-Z. Pierwotnie przebieg Trasy wyznaczono na południe od pałacu, co wymagało zburzenia oficyny spalonego gmachu Banku Polskiego. Z powodu sprzeciwu użytkującego ją Ministerstwa Finansów zaproponowano zburzenie pałacu, na co z kolei nie zgodzili się konserwatorzy. Orędownikiem zachowania zabytku był Jan Zachwatowicz. W wyniku dyskusji znaleziono kompromisowe rozwiązanie polegające na budowie jezdni Trasy W-Z zarówno po północnej, jak i po południowej stronie budynku. W wyniku tej decyzji w czasie odbudowy nie odtworzono jednak skrzydeł bocznych i oficyn pałacu, w miejscu których znalazły się torowiska tramwajowe. Odnalezione w ruinach rzeźby przedstawiające personifikacje czterech pór roku, które zdobiły wychodzący na wschód taras ogrodowy pałacu, trafiły do Muzeum Historycznego m.st. Warszawy (zostały przekazane Muzeum Niepodległości w 2015).
Po odbudowie pałac zmienił adres (pierwotnie znajdował się przy ul. Bielańskiej 14). Był użytkowany przez ośrodek szkoleniowy Centralnej Rady Związków Zawodowych. W latach 1950–1989 w budynku mieściło się Muzeum Lenina. Od 1990 budynek stał się siedzibą nowo utworzonego Muzeum Historii Polskich Ruchów Niepodległościowych i Społecznych, które od 1991 funkcjonuje pod nazwą Muzeum Niepodległości.
W 1965 roku pałac został wpisany do rejestru zabytków. 
W latach 2000–2009 w pałacu działało kino „Paradiso”. 
W 2019 zakończył się kompleksowy remont budynku, którą objął zarówno elewacje, jak i wnętrza. Elewacjom przywrócono piaskowy kolor, ustalony w wyniku badań. Wymieniono m.in. pokrycie dachu na miedziane, a przed dawną elewacją ogrodową ustawiono kilka nowych waz i rzeźb alegorycznych. Odgruzowano zasypane od 1944 podziemia i urządzono w nich salę multimedialną na ok. 100 miejsc oraz salę konferencyjną. Dawną salę kinową przebudowano na reprezentacyjną salę z wyjściem do ogrodu. W miejscu zlikwidowanego parkingu posadzono drzewa i urządzono ogród deszczowy.

## Architektura
Pałac jest budynkiem trzykondygnacyjnym, 11-osiowym. Posiada cztery narożne alkierze.

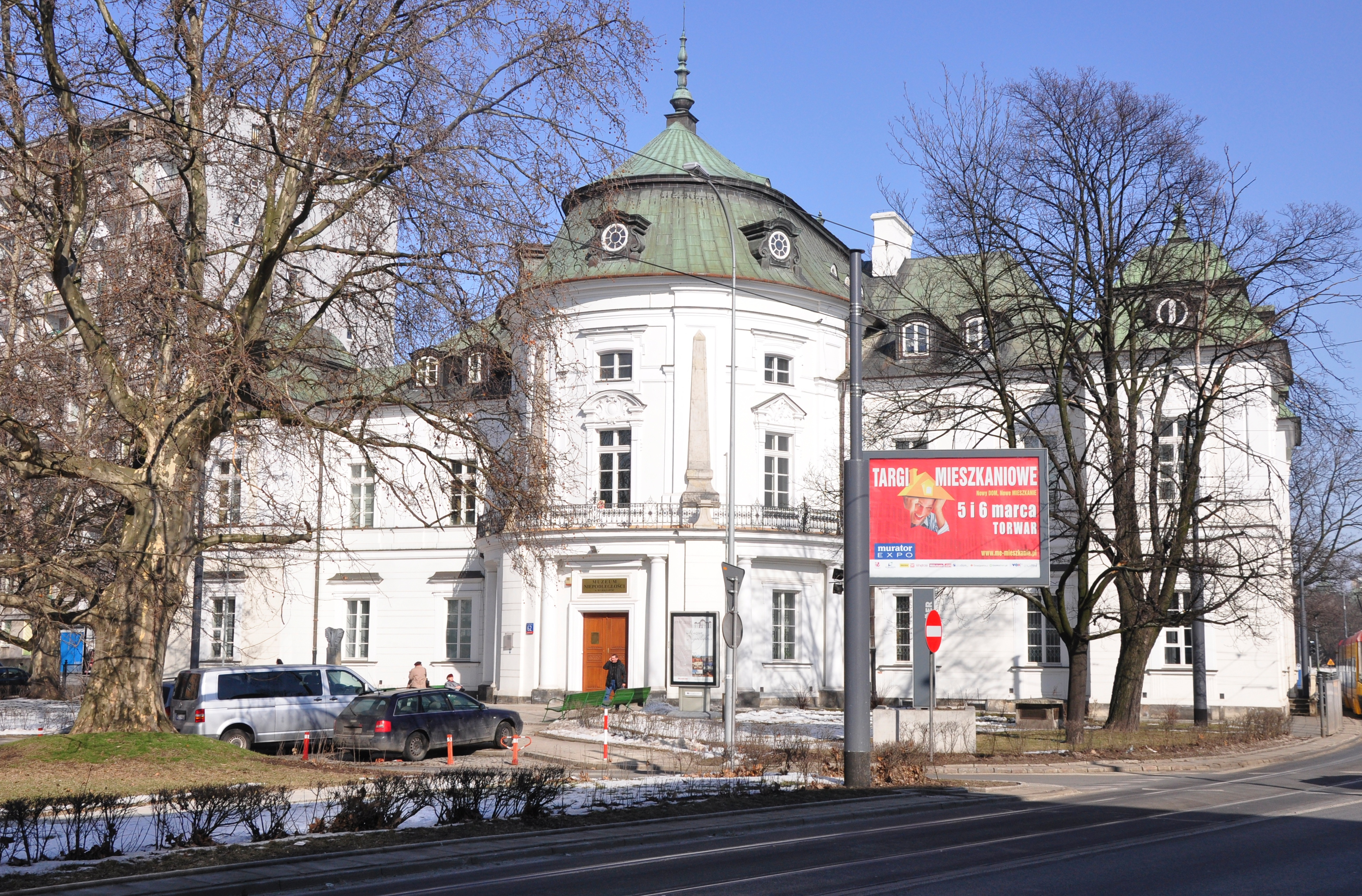
Pałac od zachodu
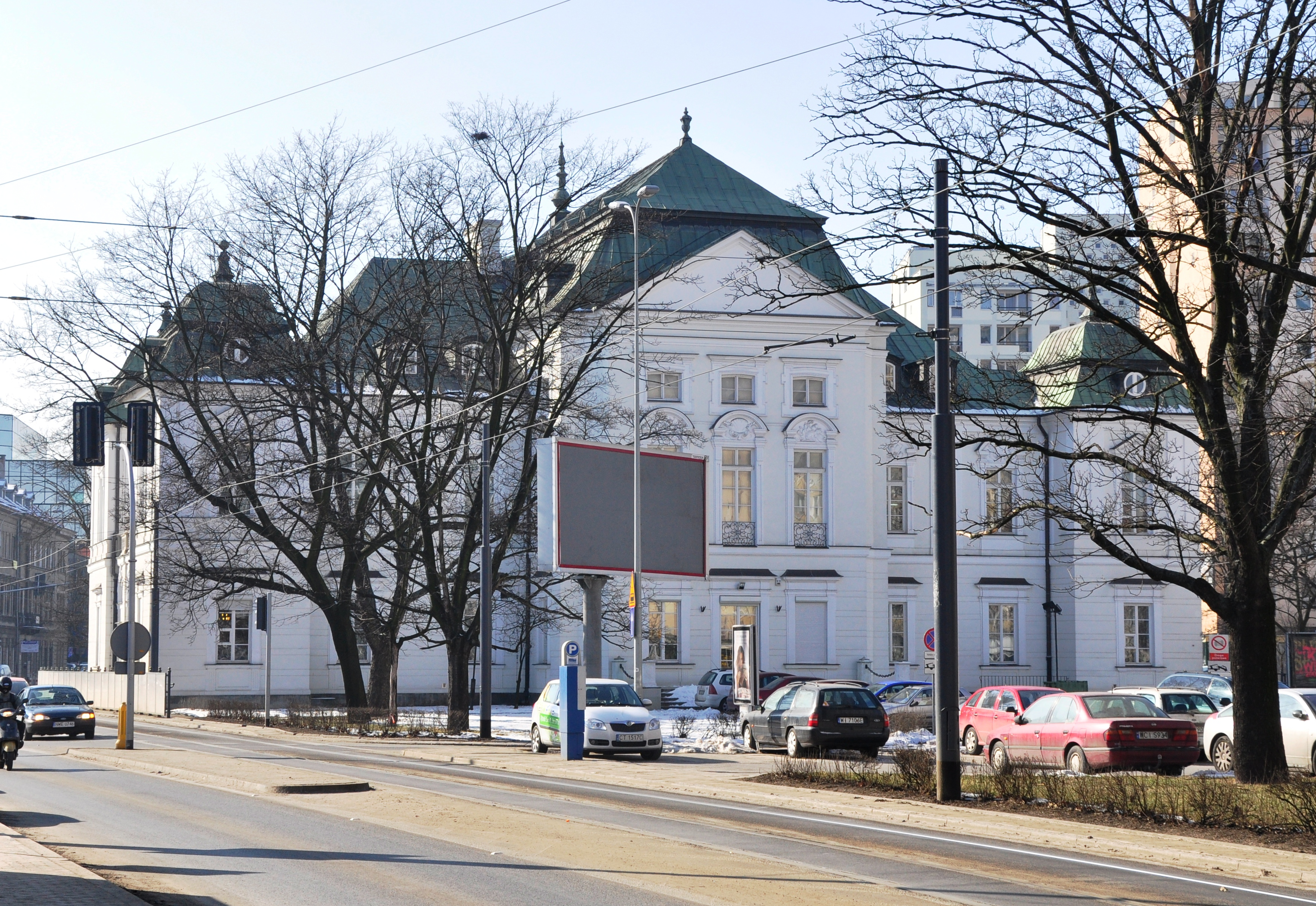
Pałac od wschodu
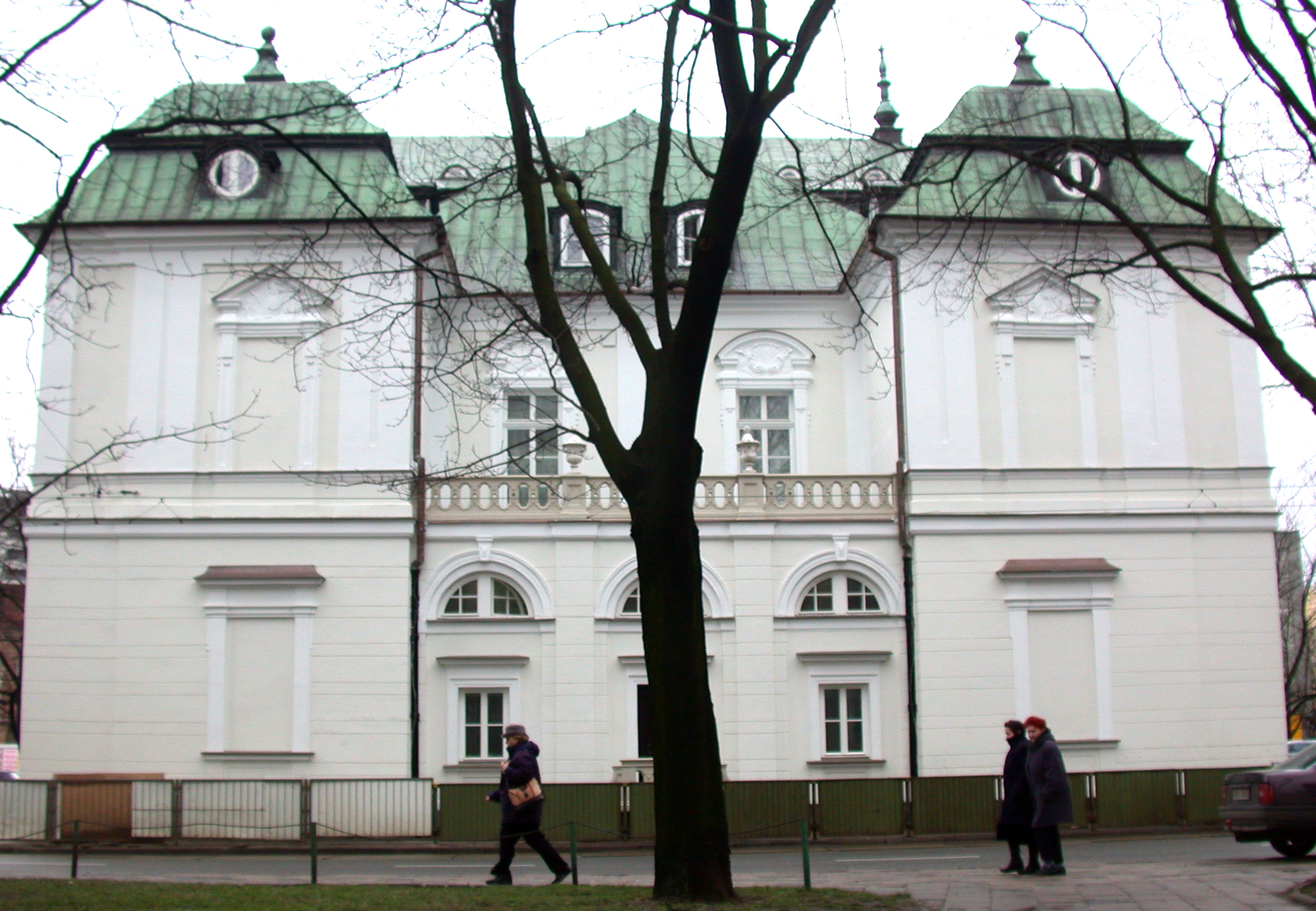
Elewacja boczna